# Anomala hirtipyga
Anomala hirtipyga är en skalbaggsart som beskrevs av Eugène Benderitter 1924. 
Anomala hirtipyga ingår i släktet Anomala och familjen Rutelidae. Inga underarter finns listade i Catalogue of Life.